# The Concert (Barbra Streisand)
The Concert è un album dal vivo di Barbra Streisand pubblicato dalla Columbia nel 1994. I brani sono stati registrati al Madison Square Garden di New York nel giugno del 1994.

## Tracce

### Disco 1
1. Overture – 5:47
2. As If We Never Said Goodbye – 4:20
3. Opening Remarks – 1:14
4. I'm Still Here / Everybody Says Don't / Don't Rain on My Parade – 4:26
5. Can't Help Lovin' That Man – 4:29
6. I'll Know (con Marlon Brando) – 2:48
7. People – 4:18
8. Lover Man – 1:18
9. Therapist Dialogue #1 – 1:24
10. Will He Like Me? – 1:59
11. Therapist Dialogue #2 – 1:01
12. He Touched Me – 2:52
13. Evergreen – 3:18
14. Therapist Dialogue #3 – 1:55
15. The Man That Got Away – 4:06
16. On a Clear Day (You Can See Forever) – 3:29

### Disco 2
1. Entr'acte – 3:03
2. The Way We Were – 3:16
3. You Don't Bring Me Flowers – 4:44
4. Lazy Afternoon – 4:30
5. Disney Medley – 5:08
6. Not While I'm Around – 3:04
7. Ordinary Miracles – 4:35
8. Yentl Medley – 9:18
9. Happy Days Are Here Again – 3:41
10. My Man – 3:19
11. For All We Know – 5:05
12. Somewere – 5:16